# West Turin
West Turin – miasto w Stanach Zjednoczonych, w stanie Nowy Jork, w hrabstwie Lewis.